# فرضیه (آلبوم)
«فرضیه» آلبومی از هنرمند اهل یونان ونگلیس است که در سال ۱۹۷۸ میلادی منتشر شد.